# 사쿠라이정 (에히메현)
사쿠라이정(桜井町)은 에히메현 오치군에 설치된 정이다. 